# 12式地対艦誘導弾
12式地対艦誘導弾（ひとにいしきちたいかんゆうどうだん）は、日本の陸上自衛隊が装備する地対艦ミサイル（対艦誘導弾）システムで、2012年（平成24年）度から調達が開始された。地対艦ミサイル連隊に配備されており、別称は12SSM。

## 概要
88式地対艦誘導弾（SSM-1）の後継であり、当初は88式地対艦誘導弾システム(改)やSSM-1(改)と呼称されていた。試作は2001年（平成13年）度から行われており、開発所要経費は約138億円。艦船における対艦ミサイル迎撃能力の向上に対応し、主にミサイルの生存性向上が改良の主眼となっている。
本システム（1個地対艦ミサイル中隊）は以下により構成される。
- 射撃統制装置（3 1/2tトラックに積載）：1基
- 発射機（重装輪車両）：1-4輌（1輌当たり誘導弾6発）
- 弾薬運搬車（7tトラック）：1-4輌（1輌あたり誘導弾（予備弾）6発を搭載[5]）
- 捜索標定レーダー装置（1/2tトラックに搭載）：2基　※連隊編成では本部管理中隊が装備。
- 中継装置（1/2tトラックに搭載）：1基　※連隊編成では本部管理中隊が装備。
- 指揮統制装置（3 1/2tトラックに積載）：1基　※本部管理中隊が装備。

システム全体の構成は88式地対艦誘導弾と同様であるが、発射装置の外観が88式地対艦誘導弾から大きく変わり、識別は容易である。発射機搭載車両は重装輪回収車と共通の車体（重装輪車両）に発射機を搭載したものに変更され、誘導弾体を収める容器（キャニスター）も丸型の生産中止に伴い角型に変更されており、03式中距離地対空誘導弾の発射装置搭載車両に類似したものとなっている。なお、発射機搭載車両に88式地対艦誘導弾を搭載することも可能となっている。

## 特徴
本システムは以前の88式地対艦誘導弾より次の点で優れている。
- 射撃に関する能力の向上
  - 目標情報更新能力の向上
  - 目標大小判別能力と指揮統制機能の向上
  - 命中点のばらつき低減
  - 再装填時間の短縮
- 残存性の向上
  - 同時弾着機能の高精度化
  - 高射角での発射が可能
  - 地形追随機能の向上
- ライフサイクルコストの抑制

なお、誘導については従来の慣性誘導（中間）+アクティブ・レーダー・ホーミング（終末）に加え、中間誘導にGPS誘導が追加されている。

## 調達と配備

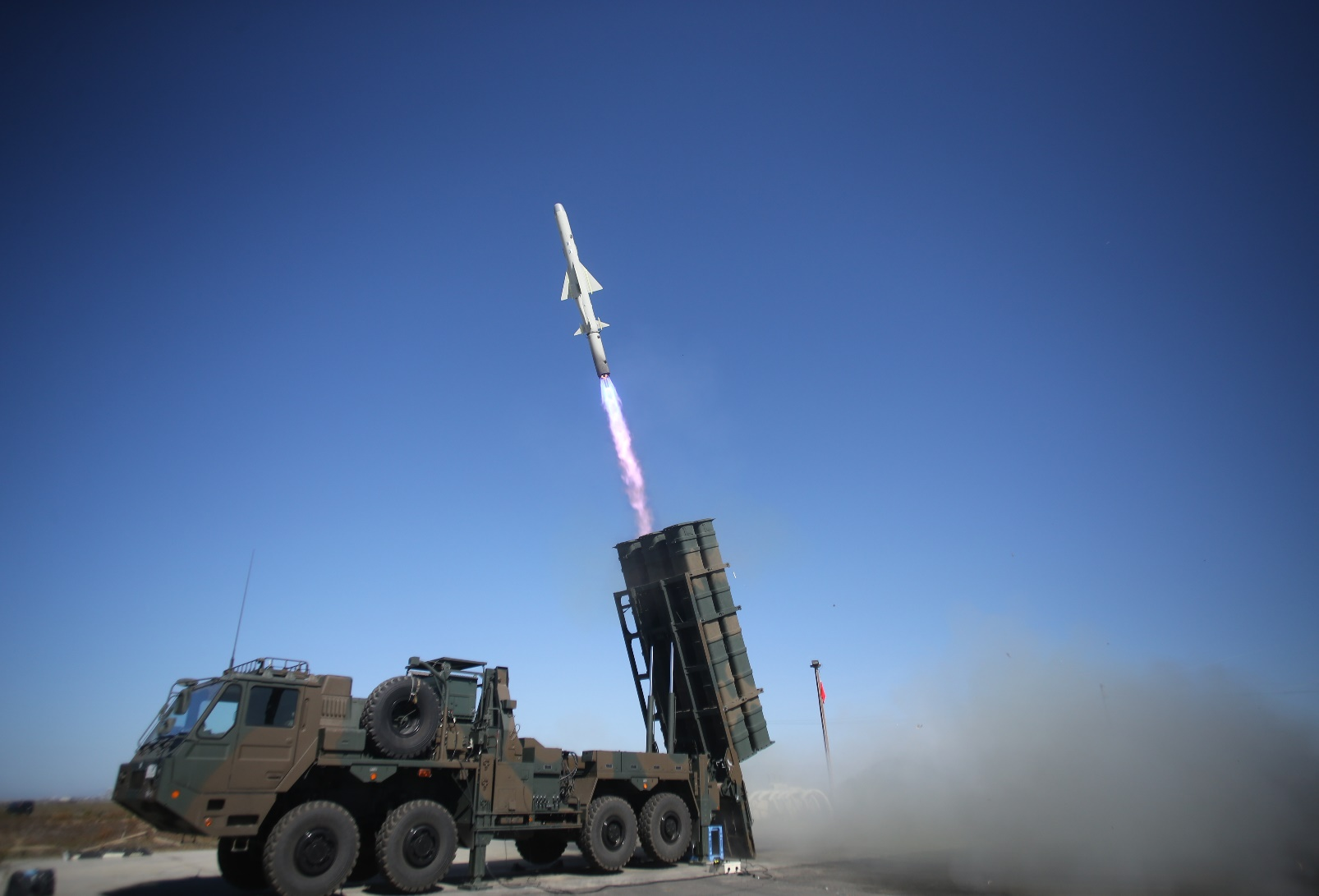
発射

予算計上初年度となる2012年（平成24年）度予算で発射機車両および誘導弾の予算が計上されており、2014年（平成26年）度に陸上自衛隊富士学校特科部と陸上自衛隊武器学校に教育用・整備要員育成用として1両ずつ配備され、2013年（平成25年）度調達の4両は2015年（平成27年）度に部隊育成用に富士教導団特科教導隊に配備され、2015年（平成27年）度富士総合火力演習に参加した。2014年（平成26年）度調達の16両は、中国人民解放軍海軍の南西諸島海域進出が著しいことから、2016年（平成28年）度に健軍駐屯地の西部方面特科隊第5地対艦ミサイル連隊へ配備された。
| 予算計上年度         | 調達数                     | 予算額 括弧は初度費(外数) |
| -------------------- | -------------------------- | ------------------------- |
| 平成24年度（2012年） | 発射機車両2両              | 43億円(59億円)            |
| 平成25年度（2013年） | 発射機車両4両(1個中隊)     | 79億円(55億円)            |
| 平成26年度（2014年） | 発射機車両16両(4個中隊)    | 309億円                   |
| 平成27年度（2015年） | 発射機車両0両              | -                         |
| 平成28年度（2016年） | 1式                        | 120億円(7億円)            |
| 平成29年度（2017年） | 1式                        | 81億円(1億円)             |
| 平成30年度（2018年） | 1式                        | 129億円                   |
| 平成31年度（2019年） | 1式                        | 135億円                   |
| 令和2年度（2020年）  | -                          | -                         |
| 令和3年度（2021年）  | 1個中隊                    | 55億円                    |
| 令和4年度（2022年）  | -                          | -                         |
| 合計                 | 発射機車両22両+4式+1個中隊 | 951億円(122億円)          |

2013年（平成25年）8月の平成25年度富士総合火力演習の装備品展示において、発射機車両（試作車）が初めて一般に公開された。2015年（平成27年）8月の平成27年度富士総合火力演習において、特科教導隊第6射撃中隊配備の発射機車両が初めて参加した。また、2016年（平成28年）9月の西部方面特科隊の記念行事、および西部方面隊創隊式典の観閲行進に第5地対艦ミサイル連隊所属車が参加している。

### 配備部隊・機関
陸上自衛隊富士学校
- 特科部：教育用：1両
- 富士教導団
  - 特科教導隊（富士駐屯地）
    - 第6射撃中隊：部隊育成用：4両

陸上自衛隊武器学校：整備要員育成用：1両
西部方面隊
- 第2特科団
  - 第5地対艦ミサイル連隊（健軍駐屯地）：計16両
    - 第1射撃中隊：4両
    - 第2射撃中隊：4両
    - 第3射撃中隊：4両
    - 第4射撃中隊：4両

  - 第7地対艦ミサイル連隊（勝連分屯地）：計16両
    - 第1地対艦ミサイル中隊（瀬戸内分屯地）：4両
    - 第2地対艦ミサイル中隊（宮古島駐屯地）：4両
    - 第3地対艦ミサイル中隊（石垣駐屯地）：4両
    - 第4地対艦ミサイル中隊（勝連分屯地）：4両

  - 第8地対艦ミサイル連隊（湯布院駐屯地）：計8両
    - 第1地対艦ミサイル中隊：4両
    - 第2地対艦ミサイル中隊：4両

※　数量は、発射機の数。

## 派生型

対艦誘導弾の発達・開発系譜

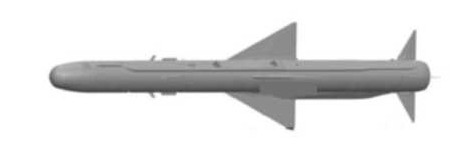
23式空対艦誘導弾の想像図

17式艦対艦誘導弾
12式地対艦誘導弾の開発の成果を最大限活用して、2013年度（平成25年度）から2017年（平成29年）度にかけて90式艦対艦誘導弾（SSM-1B）の後継の17式艦対艦誘導弾（SSM-2）が開発された。SSM-1Bと比べて、射程の延伸、誘導精度の向上、目標情報のアップデート機能の追加が図られる。総開発経費見込みは約57億円。
12式地対艦誘導弾（改）・23式空対艦誘導弾
また、2017年（平成29年）度から2022年度までに新艦対艦誘導弾（17式艦対艦誘導弾）をベースに「12式地対艦誘導弾（改）及び哨戒機用新空対艦誘導弾」の研究がされ、23式空対艦誘導弾（哨戒機用新空対艦誘導弾）が開発された。長射程化を実現するために現用弾より大きくなる新誘導弾を、車両または哨戒機から運用する技術を開発する。12式地対艦誘導弾（改）は後述の12式地対艦誘導弾能力向上型へと続く。
12式地対艦誘導弾能力向上型（巡航ミサイル）
2020年（令和2年）12月18日の閣議で「スタンド・オフ防衛能力の強化」が決定され、12式地対艦誘導弾（改）にさらなる長射程化と多様なプラットフォーム（地発型・艦発型・空発型）からの発射能力を加えた12式地対艦誘導弾能力向上型の開発が決定した。2020年（令和2年）度に行われた地発型の事前の評価では、2021年（令和3年）度から2025年（令和7年）度まで394億円をかけて開発される予定であり、2021年（令和3年）度に行われた地発型に艦発型と空発型も含めた事前の評価としては、令和3年（2021年）度から2028年（令和10年）度まで総事業費999億円をかけて開発される予定である。
開発にはASM-3、12式地対艦誘導弾（改）及び島嶼防衛用新地対艦誘導弾の成果が生かされる。長射程化のための大型の展開主翼とジェットエンジンの作動領域拡大、RCS低減のための弾体形状のエッジ処理、人工衛星経由の対地上装置間データリンク、マルチプラットフォーム化などの技術開発が行われる。産経新聞によると予定される主契約者は三菱重工で、現在の射程約200kmから当面は900kmを目指して開発されるが、最終的には射程1,500kmまで延伸される予定であるという。